# La Parisienne (Renoir)
Pour les articles homonymes, voir La Parisienne.
La Parisienne ou La Dame en bleu est une huile sur toile d'Auguste Renoir réalisée en 1874 et exposée au musée national de Cardiff. Cette œuvre a été présentée parmi sept toiles de Renoir à la première exposition des impressionnistes en 1874. C'est l'un des chefs-d'œuvre du musée.

## Style
La Parisienne est un portrait signé et daté montrant une jeune femme en robe bleue à volants, le visage tourné vers le spectateur tandis qu'elle met ses gants. À l'origine, Renoir avait peint un porte en haut à gauche et un rideau à gauche, mais il les a supprimés avant de présenter le tableau à l'exposition. Cela donne l'impression que le modèle flotte dans un espace neutre et épuré de tout détail.
L'arrière-plan indescriptible de bleu, mauve et jaune-gris ajoute de manière significative à l'apparence finale de l'œuvre. La peinture sur le fond est beaucoup plus fine et plus légèrement brossée que la figure centrale plus détaillée et en couches. Le travail des cheveux contre le chapeau, les boucles d'oreilles et au-dessus des boucles d'oreilles ainsi que les cils supérieurs semblent avoir été ajoutés après que le tableau eut reçu sa couche de vernis.

## Réception de la critique
Lorsque ce tableau a été exposé pour la première fois en 1874, sous le titre La Parisienne, il a été reçu de manière mitigée par la critique, comme la plupart des tableaux de l'exposition ; et mentionné en passant. Le critique Ernest Chesneau le décrit même comme étant « un échec ». Jean Prouvaire du Rappel exprime des sentiments mitigés : « Le bout de sa bottine est presque invisible et sort comme une petite souris noire. Son chapeau est penché sur une oreille et est d'une coquetterie audacieuse. Sa robe ne dévoile pas assez son corps. Il n'y a rien de plus ennuyeux que des portes verrouillées. Le tableau est-il un portrait ? C'est à craindre ainsi. Le sourire est faux et le visage est un mélange fort d'ancien et d'enfantin. Mais il y a toujours quelque chose de naïf chez elle. On a l'impression que cette petite dame s'efforce de paraître chaste. La robe qui est extrêmement bien peinte, est d'un bleu céleste. »
En 1898, alors que le tableau fait partie de la collection d'Henri Rouart, l'artiste Paul Signac le décrit ainsi: « Un grand tableau d'une femme en bleu peint par Renoir en 1874. la robe est bleue, d'un bleu intense et pur. Le contraste rend le teint de la femme jaunâtre et un reflet le fait parâitre presque vert. L'interaction entre les couleurs est admirablement rendue. C'est simple, frais et beau. Elle a été peinte il y a vingt ans, mais on pourrait penser qu'elle sort tout droit de l'atelier. »
Depuis qu'elle fait partie de la collection du musée national du Pays de Galles en 1952, La Parisienne est devenue une partie importante de la collection du musée. Ann Sumner dans sa publication de 2005, « Couleur et lumière » le décrit comme « le tableau le plus célèbre du musée national », tandis que le musée de Cardiff déclare que « ce tableau est considéré comme l'un des plus notables de la collection. »

## Histoire
La Parisienne date de 1874 et fait partie de cinq toiles et un pastel présentés à la première exposition des impressionnistes qui s'est tenue à l'atelier du photographe Nadar en avril de cette année. Des tableaux de Monet, Cézanne, Pissarro, Sisley et d'autres précurseurs y sont également montrés.
Le modèle de ce tableau est la future actrice Henriette Henriot (née Grossin, 1857-1944), âgée de presque dix-sept ans. Elle est inconnue à l'époque et deviendra actrice au théâtre de l'Odéon et tiendra des premiers rôles pour André Antoine au théâtre Libre. Henriette Grossin a  été le modèle d'au moins onze tableaux de Renoir dont La Promenade (1874), La Source (1875) et Le Page (1876).
La Parisienne est vendue après l'exposition au collectionneur et ami de l'artiste, Henri Rouart, pour la somme de 1 500 francs, et figure ensuite dans son appartement parisien de la rue de Lisbonne. Rouart prête le tableau pour une exposition à Paris en 1892, où il est intitulé La Dame en bleu. Lorsque Rouart meurt au début de l'année 1912, sa collection est vendue aux enchères. La Parisienne est vendue à Paris en décembre 1912 conjointement à Paul Durand-Ruel et au collectionneur américain Knoedler. Durand-Ruel vend plus tard sa part à Knoedler. Celui-ci prête le tableau pour une exposition en 1913 qui se tient à Londres à la National Portrait Society à Grosvenor Square. Il est acheté après l'exposition en mars par la collectionneuse galloise Gwendoline Davies et il est transféré au Holburne of Menstrie Museum de Bath. Le tableau est légué au musée national de Galles en 1952, où il demeure aujourd'hui. Il est connu du grand public sous le titre de The Blue Lady (La Dame en bleu) et montré à la galerie no 16 du musée.